# Augusto II di Polonia
Federico Augusto di Sassonia (in polacco August II Mocny ed in tedesco August II der Starke), detto il Forte (Dresda, 12 maggio 1670 – Varsavia, 1º febbraio 1733) fu duca e principe elettore di Sassonia, con il nome di Federico Augusto I, e re di Polonia con il nome di Augusto II.
Figlio di Giovanni Giorgio III di Sassonia (1647 – 1691) e di Anna Sofia di Danimarca (1647 – 1717), successe al fratello maggiore Giovanni Giorgio IV di Sassonia (1668 – 1694) come principe elettore di Sassonia. Fu eletto dalla dieta dei nobili polacchi Re di Polonia, succedendo così a Giovanni III Sobieski (1624 – 1696) nel 1697, grazie anche all'influenza dell'Austria.
Nel 1704, a seguito della sconfitta subita dai suoi alleati Pietro il Grande e Federico IV di Danimarca nella prima parte della guerra che avevano scatenato contro la Svezia del giovane re Carlo XII, (Pace di Altranstädt del 1706), la Polonia fu invasa dalle truppe svedesi e Carlo XII pose in sua vece sul trono polacco Stanislao Leszczyński. La ripresa della guerra segnò la sconfitta svedese e Augusto fu ristabilito in trono nel 1709, rimanendovi fino alla morte.

## Biografia

### La conversione al cattolicesimo
Salito al trono di principe elettore di Sassonia, Augusto si trovò a concorrere per il trono di Polonia, retta da una monarchia elettiva, rimasto vacante alla morte di Giovanni III Sobieski.
Augusto si era convertito segretamente alla Religione cattolica il 1º giugno 1697 nella cappella cattolica di corte in Baden presso Vienna e pubblicamente poco dopo a Piekar, dichiarando il Credo apostolico di fronte al secondo cugino Cristiano Augusto di Sassonia-Zeitz, anch'egli convertitosi nel 1693 e divenuto nel frattempo vescovo cattolico di Raab, che lo aveva segretamente istruito nella nuova fede e che successivamente ne rilasciò un attestato autenticato dall'Internunzio apostolico.

### Re di Polonia

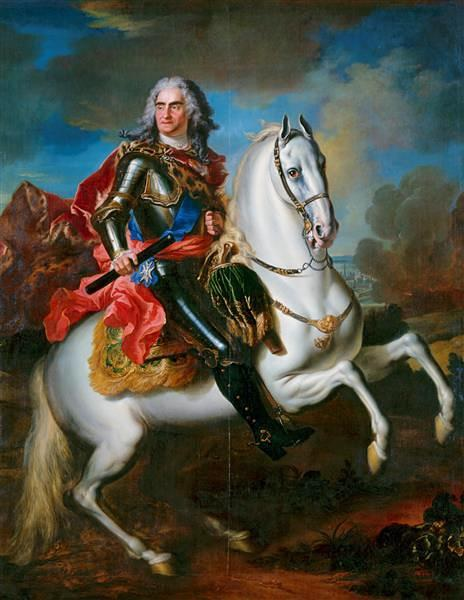
Augusto II a cavallo

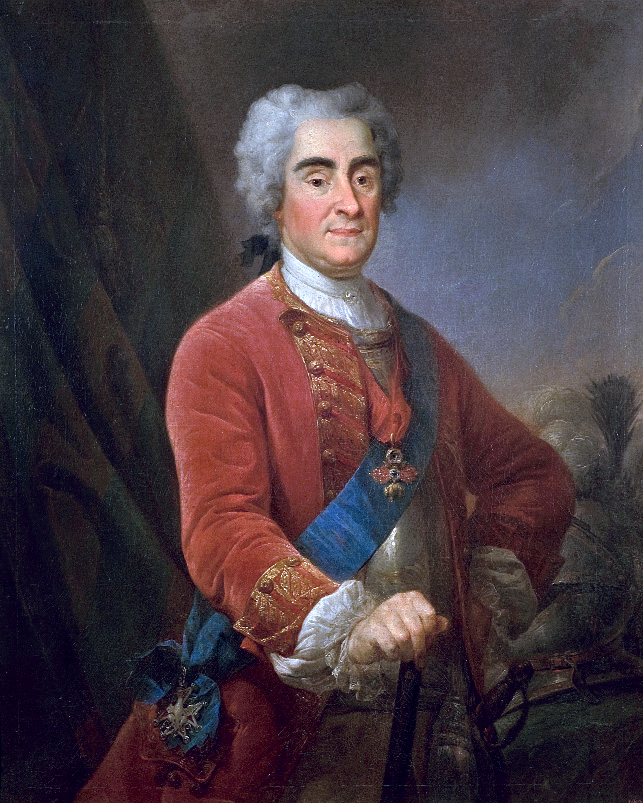
Augusto II ritratto da Marcello Bacciarelli

Appoggiato dall'Austria, il 26 e il 27 di giugno dello stesso anno, dopo avere lautamente pagato chi di dovere con denaro in gran parte sborsato dal banchiere ebreo di corte Lehmann, fu prescelto a Wola dalla Dieta dei nobili polacchi quale re di Polonia e il 15 settembre fu incoronato in Cracovia con il nome di Augusto II Mocny. In precedenza, infatti, era riuscito al ministro plenipotenziario sassone conte Flemming (1667 – 1728) di disperdere la pletora di candidati che da varie parti d'Europa e con potenti appoggi, avevano cercato di prendere il posto assegnato poi ad Augusto.

### Il governo della Sassonia
Con il passaggio di Augusto al cattolicesimo la Sassonia perse il ruolo di guida fra il ceti sociali evangelici del Brandeburgo e della Prussia. Tuttavia Augusto rinunciò ad applicare in Sassonia il principio del cuius regio, eius religio, rassicurando i suoi sudditi con un decreto del 1697 (rinnovato da suo figlio nel 1734) che assicurava i sudditi sassoni in tal senso, dichiarando che la sua conversione al cattolicesimo sarebbe rimasta una questione personale. Tuttavia la conversione allontanò il principe elettore dalla nobiltà terriera dei suoi compatrioti.
La funzione di capo supremo della chiesa evangelica in Sassonia fu affidata da Augusto inizialmente al Consiglio della Corona e particolarmente a suo cugino Federico II di Sassonia-Gotha-Altenburg. Dal 1724 il Concistoro supremo fu guidato da diversi predicatori superiori di corte della Sassonia e il destino della chiesa sassone procedette autonomamente, anche se nominalmente i sovrani cattolici della Sassonia rimasero fino al 1918 i capi supremi della Chiesa Evangelico-luterana in Sassonia, così come Direttori del Corpus Evangelicorum e "tutori del protestantesimo".

### Il governo della Polonia

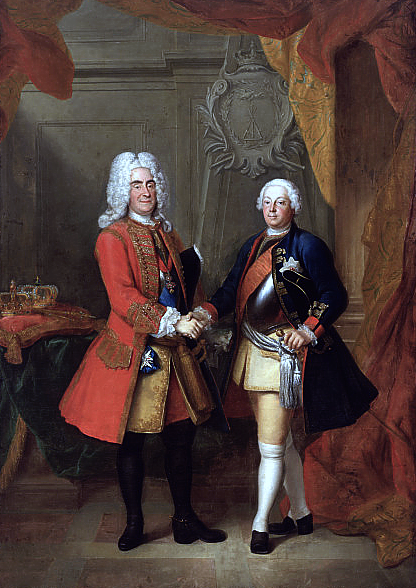
Augusto II assieme a Federico Guglielmo I di Prussia

La monarchia polacca era elettiva e Augusto ritenne utile procurarsi uno strumento per accattivarsi i magnati polacchi, sempre inclini a trascurare i propri doveri verso la corona: venne, così, istituito l'Ordine dell'aquila bianca. Durante gli anni 1710-1720 Augusto si dedicò principalmente agli affari interni e cercò (invano) di instaurare una monarchia ereditaria, rompendo il potere dei nobili Polacchi. Ma il "rumore" che Augusto creò nell'Europa con il suo pericoloso pacchetto di riforme e il sospetto dei paesi europei nel vedere una Polonia nuovamente potente, convinsero la Russia a intervenire militarmente per impaurirlo. Di conseguenza Augusto dovette accettare un patto con il parlamento polacco che comprendeva:
- un potere ridotto al monarca;
- un potere più ampio al Parlamento;
- un'influenza progressivamente molto più grande della Russia negli affari interni polacchi.

Gli ultimi anni di Augusto sono ricordati per i suoi successi culturali. A Dresda fece chiamare numerosi architetti e pittori, facendone un centro culturale e una nuova tappa per i turisti.
Nel 1733 Augusto morì e con la sua morte scoppiò un nuovo conflitto, la guerra di successione polacca, che vide la ripetizione degli eventi del 1700-1720, fallimentari dal punto di visto polacco. Nonostante non fosse riuscito a rendere ereditaria la monarchia di Polonia, il suo primogenito fu duca di Sassonia con il nome di Federico Augusto II e venne eletto Re di Polonia nel 1736 come Augusto III.
Anche se Augusto II viene ricordato solo per i suoi fallimenti esteri il giudizio storico su di lui è quello di essere stato un buon re, che sfortunatamente regnò in un periodo di forte instabilità per l'Europa.

## Moglie, amanti e discendenti
Il 20 gennaio 1693 Federico Augusto sposò a Bayreuth la principessa Cristiana Eberardina di Brandeburgo-Bayreuth (Bayreuth, 29 dicembre 1671 – Pretzsch, 4 settembre 1727), dalla quale ebbe un solo figlio:
- Federico Augusto II (Dresda, 17 ottobre 1696 – Dresda, 5 ottobre 1763), principe elettore di Sassonia e re di Polonia, successore diretto del padre sui troni polacco e sassone, che sposò il 20 agosto 1719 a Vienna Maria Giuseppa d'Austria (1699 – 1757), arciduchessa d'Austria, principessa d'Ungheria e di Boemia.

Augusto ebbe molte amanti (fatto non insolito a quei tempi per i regnanti):
- 1694 – 1696 contessa Maria Aurora di Königsmarck, dalla quale ebbe:
  - Ermanno Maurizio (Goslar, 28 ottobre 1696 – Castello di Chambord, 30 novembre 1750), conte di Sassonia, sposato il 12 marzo 1714 a Moritzburg con Giovanna Vittoria Tugendreich (1699 – 1747), contessa di Löben, divorziato il 26 marzo 1721; maresciallo di Francia;
- 1696 – 1699 contessa Maximiliane von Lamberg;
- 1701 – 1706 Fatima, successivamente Maria Aurora von Spiegel, di origine turca, dalla quale ebbe:
  - Federico Augusto Rutowski (Varsavia o Dresda, 19 giugno 1702 – Pillnitz, 16 marzo 1764), conte Rutowski, sposò il 4 gennaio 1739 Ludovica Amalia (1722 – 1778), principessa Lubomirska;
  - Maria Anna Katharina (1706; prima del 1750), contessa Rutowska, sposò il conte Michele Bieliński, voivoda di Chełmiński, dal quale divorziò nel 1732 sposandosi nel medesimo anno con Claude Marie Noyel († 26 febbraio 1755), conte di Bellegarde ed Entremont;
- 1698 – 1704 contessa Ursula Caterina di Altenbockum, poi principessa di Teschen, dalla quale ebbe:
  - Giovanni Giorgio di Sassonia (1704 – 1774);
- 1704 – 1713 contessa Anna Constantia von Brockdorff, successivamente contessa di Cosel, dalla quale ebbe:
  - Augusta Anna Constanza (24 febbraio 1708 – 3 febbraio 1728), contessa di Cosel, andata sposa il 3 giugno 1725 a Heinrich Friedrich (1681 – 1739), conte di Friesen;
  - Federica Alessandrina (1709 – 1784), contessa di Cosel, andata sposa il 18 febbraio 1730 a Johann Xantius Anton († 14 settembre 1737), conte di Moczynski;
  - Federico Augusto (27 agosto 1712 – 15 ottobre 1770), conte di Cosel, sposò il 1º giugno 1749 Federica Cristiana (1723 – 1793), contessa di Holtzendorff;
- 1706 – 1707 Henriette Rénard[6], ostessa, figlia di un commerciante di vini franco-polacco, dalla quale ebbe:
  - Anna Karolina Orzelska (Varsavia, 23 novembre 1707 – Avignone, 27 settembre 1769), contessa Orzielska, andata sposa il 10 agosto 1730 a Carlo Ludovico di Schleswig-Holstein-Sonderburg-Beck (1690 – 1774), dal quale si separò nel 1733.

## Ascendenza
|                                           |                           |                                   | Genitori                                   |  |  | Nonni |  |  | Bisnonni                       |  |  | Trisnonni               |  |
|                                           |                           |                                   |                                            |  |  |       |  |  | Giovanni Giorgio I di Sassonia |  |  | Cristiano I di Sassonia |  |
|                                           |                           |                                   |                                            |  |  |       |  |  | Giovanni Giorgio I di Sassonia |  |  | Cristiano I di Sassonia |  |
|                                           |                           | Sofia di Brandeburgo              |                                            |  |  |       |  |  | Giovanni Giorgio I di Sassonia |  |  |                         |  |
| Giovanni Giorgio II di Sassonia           |                           |                                   |                                            |  |  |       |  |  | Giovanni Giorgio I di Sassonia |  |  |                         |  |
|                                           |                           | Maddalena Sibilla di Hohenzollern | Alberto Federico di Prussia                |  |  |       |  |  |                                |  |  |                         |  |
|                                           |                           | Maddalena Sibilla di Hohenzollern | Alberto Federico di Prussia                |  |  |       |  |  |                                |  |  |                         |  |
|                                           |                           | Maddalena Sibilla di Hohenzollern | Maria Eleonora di Jülich-Kleve-Berg        |  |  |       |  |  |                                |  |  |                         |  |
| Giovanni Giorgio III di Sassonia          |                           | Maddalena Sibilla di Hohenzollern |                                            |  |  |       |  |  |                                |  |  |                         |  |
|                                           |                           | Cristiano di Brandeburgo-Bayreuth | Giovanni Giorgio di Brandeburgo            |  |  |       |  |  |                                |  |  |                         |  |
|                                           |                           | Cristiano di Brandeburgo-Bayreuth | Giovanni Giorgio di Brandeburgo            |  |  |       |  |  |                                |  |  |                         |  |
|                                           |                           | Cristiano di Brandeburgo-Bayreuth | Elisabetta di Anhalt-Zerbst                |  |  |       |  |  |                                |  |  |                         |  |
| Maddalena Sibilla di Brandeburgo-Bayreuth |                           | Cristiano di Brandeburgo-Bayreuth |                                            |  |  |       |  |  |                                |  |  |                         |  |
|                                           |                           | Maria di Hohenzollern             | Alberto Federico di Prussia                |  |  |       |  |  |                                |  |  |                         |  |
|                                           |                           | Maria di Hohenzollern             | Alberto Federico di Prussia                |  |  |       |  |  |                                |  |  |                         |  |
|                                           |                           | Maria di Hohenzollern             | Maria Eleonora di Jülich-Kleve-Berg        |  |  |       |  |  |                                |  |  |                         |  |
| Augusto II di Polonia                     |                           | Maria di Hohenzollern             |                                            |  |  |       |  |  |                                |  |  |                         |  |
|                                           | Cristiano IV di Danimarca | Federico II di Danimarca          |                                            |  |  |       |  |  |                                |  |  |                         |  |
|                                           | Cristiano IV di Danimarca | Federico II di Danimarca          |                                            |  |  |       |  |  |                                |  |  |                         |  |
|                                           | Cristiano IV di Danimarca | Sofia di Meclemburgo-Güstrow      |                                            |  |  |       |  |  |                                |  |  |                         |  |
| Federico III di Danimarca                 | Cristiano IV di Danimarca |                                   |                                            |  |  |       |  |  |                                |  |  |                         |  |
|                                           |                           | Anna Caterina del Brandeburgo     | Gioacchino Federico di Brandeburgo         |  |  |       |  |  |                                |  |  |                         |  |
|                                           |                           | Anna Caterina del Brandeburgo     | Gioacchino Federico di Brandeburgo         |  |  |       |  |  |                                |  |  |                         |  |
|                                           |                           | Anna Caterina del Brandeburgo     | Caterina di Brandeburgo-Küstrin            |  |  |       |  |  |                                |  |  |                         |  |
| Anna Sofia di Danimarca                   |                           | Anna Caterina del Brandeburgo     |                                            |  |  |       |  |  |                                |  |  |                         |  |
|                                           |                           | Giorgio di Brunswick-Lüneburg     | Guglielmo il Giovane di Brunswick-Lüneburg |  |  |       |  |  |                                |  |  |                         |  |
|                                           |                           | Giorgio di Brunswick-Lüneburg     | Guglielmo il Giovane di Brunswick-Lüneburg |  |  |       |  |  |                                |  |  |                         |  |
|                                           |                           | Giorgio di Brunswick-Lüneburg     | Dorotea di Danimarca                       |  |  |       |  |  |                                |  |  |                         |  |
| Sofia Amelia di Brunswick e Lüneburg      |                           | Giorgio di Brunswick-Lüneburg     |                                            |  |  |       |  |  |                                |  |  |                         |  |
|                                           |                           | Anna Eleonora d'Assia-Darmstadt   | Luigi V d'Assia-Darmstadt                  |  |  |       |  |  |                                |  |  |                         |  |
|                                           |                           | Anna Eleonora d'Assia-Darmstadt   | Luigi V d'Assia-Darmstadt                  |  |  |       |  |  |                                |  |  |                         |  |
|                                           |                           | Anna Eleonora d'Assia-Darmstadt   | Maddalena di Brandeburgo                   |  |  |       |  |  |                                |  |  |                         |  |
|                                           |                           | Anna Eleonora d'Assia-Darmstadt   |                                            |  |  |       |  |  |                                |  |  |                         |  |

## Galleria d'immagini

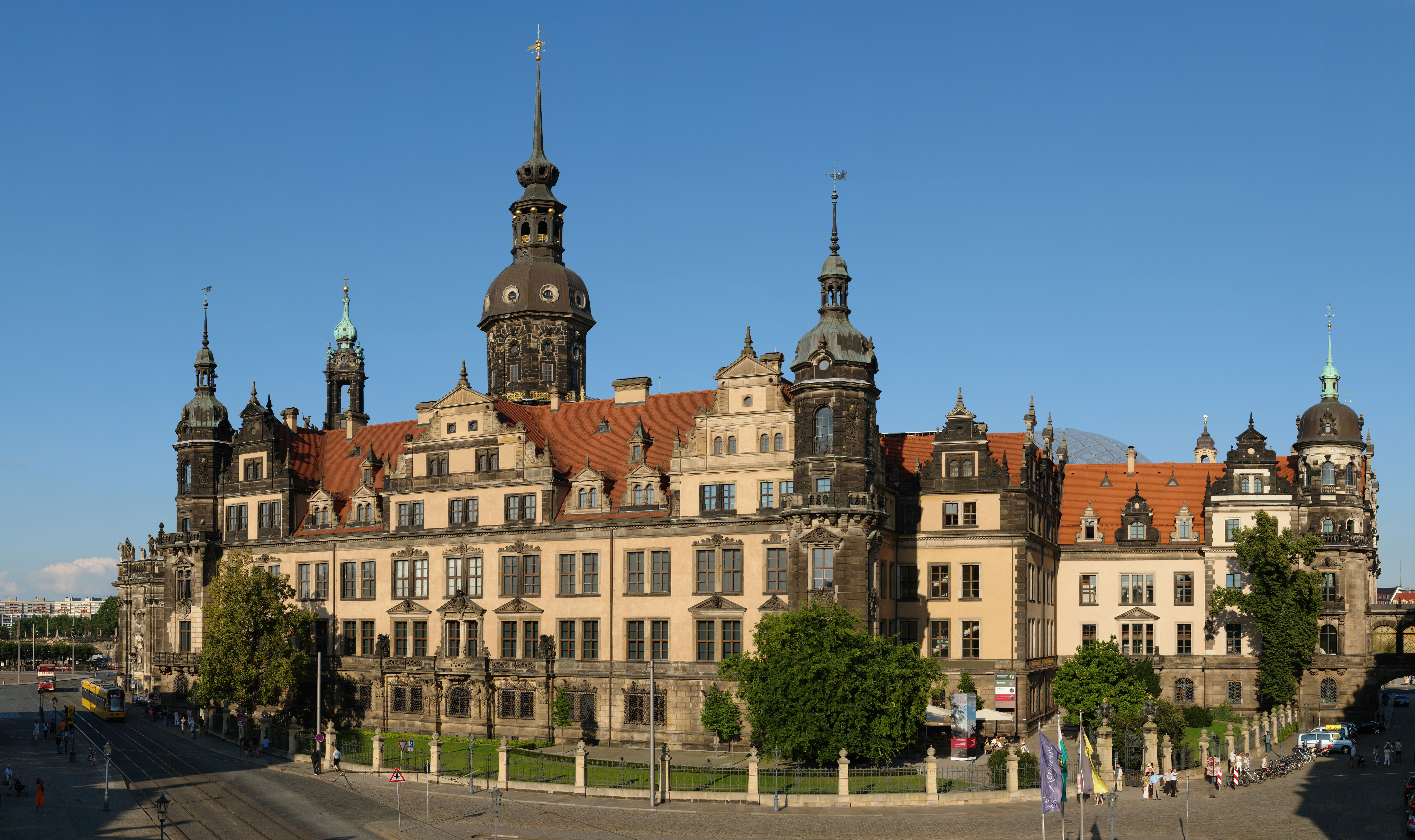
Castello di Dresda
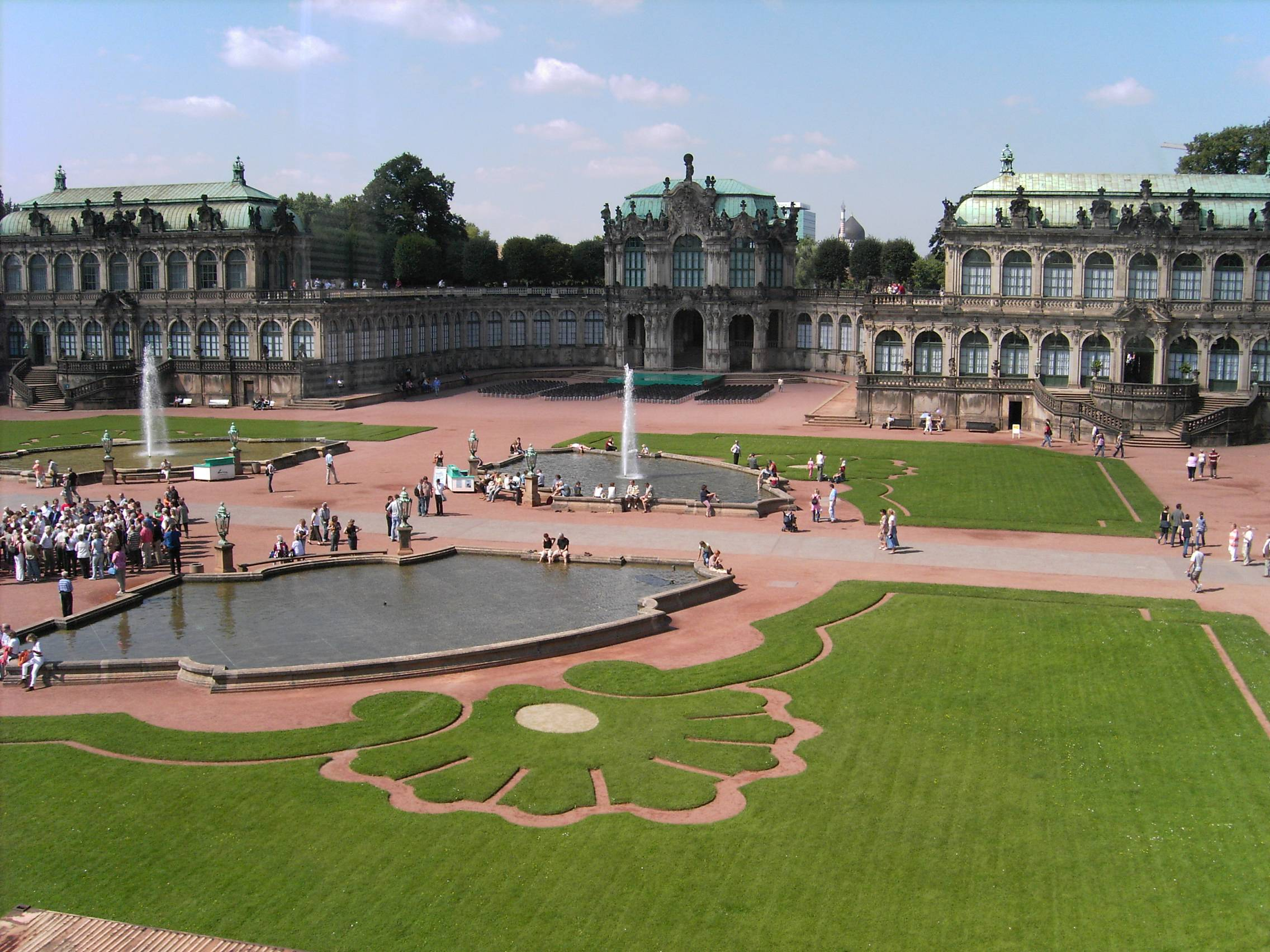
Zwinger
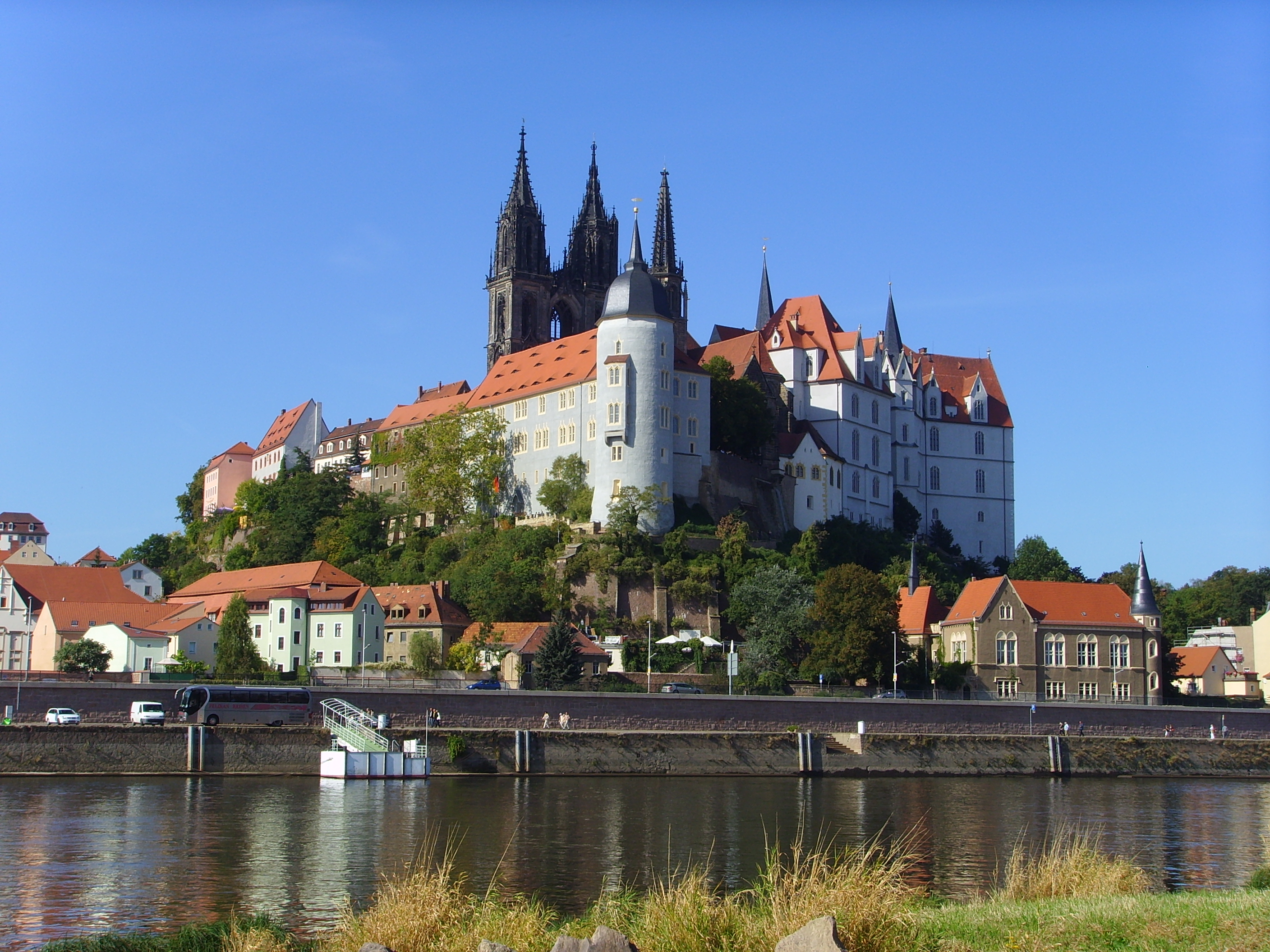
Castello di Albrechtsburg
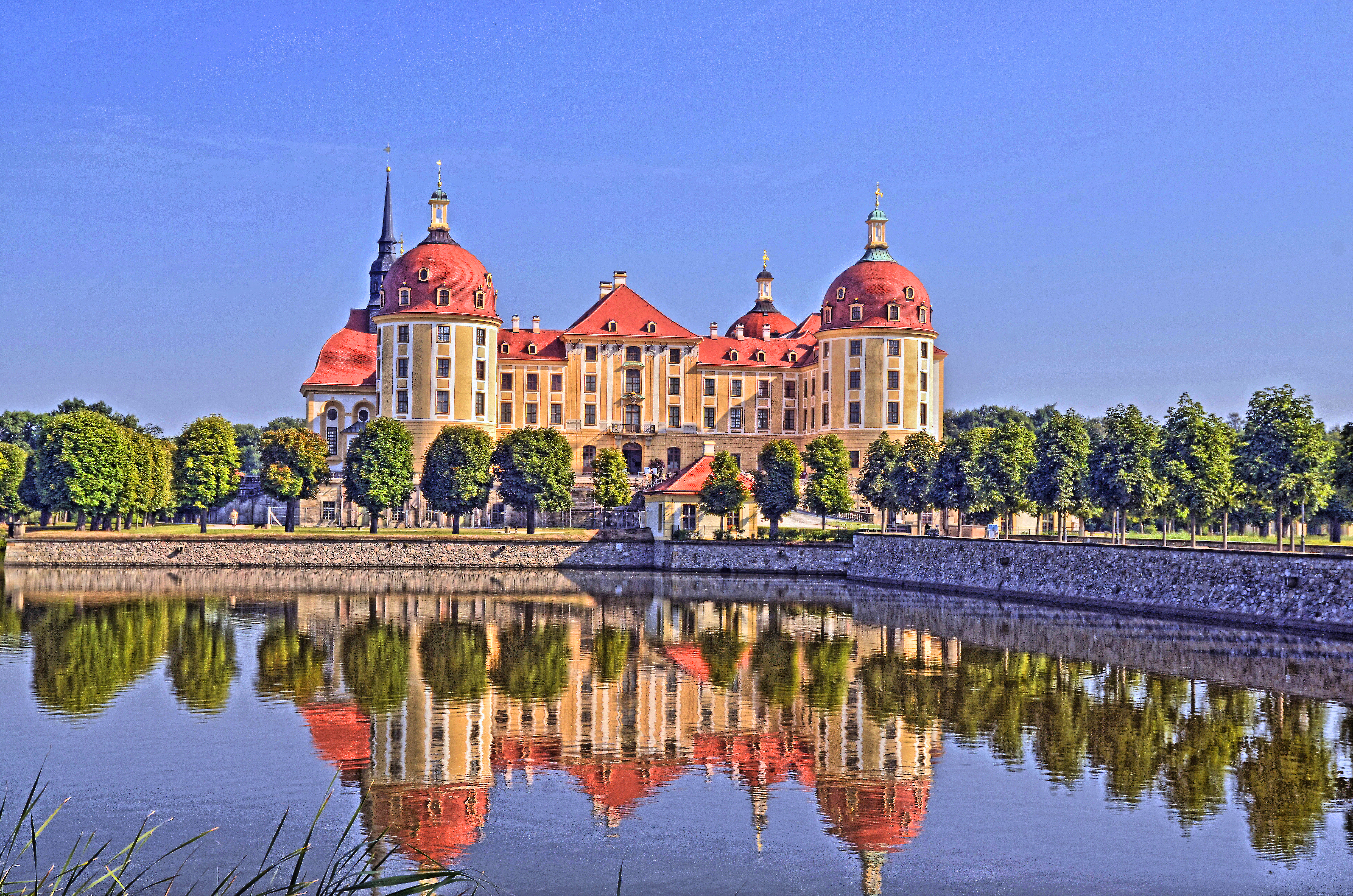
Castello di Moritzburg
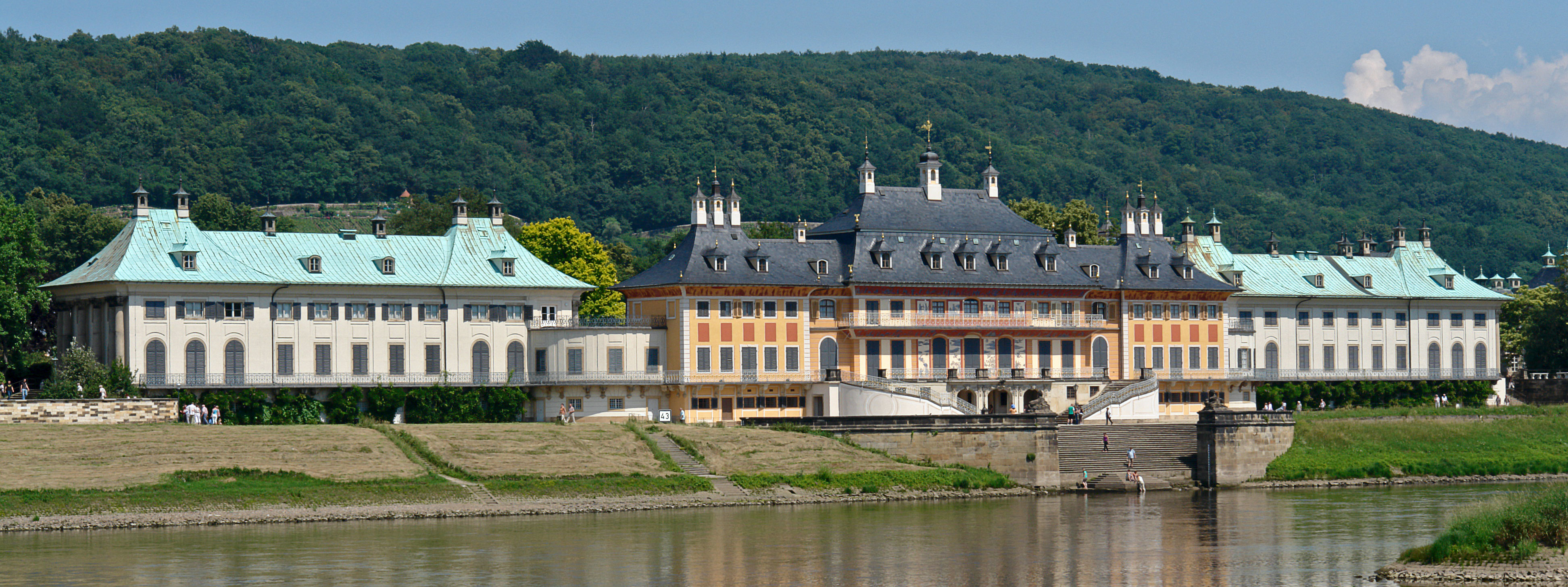
Castello Pillnitz
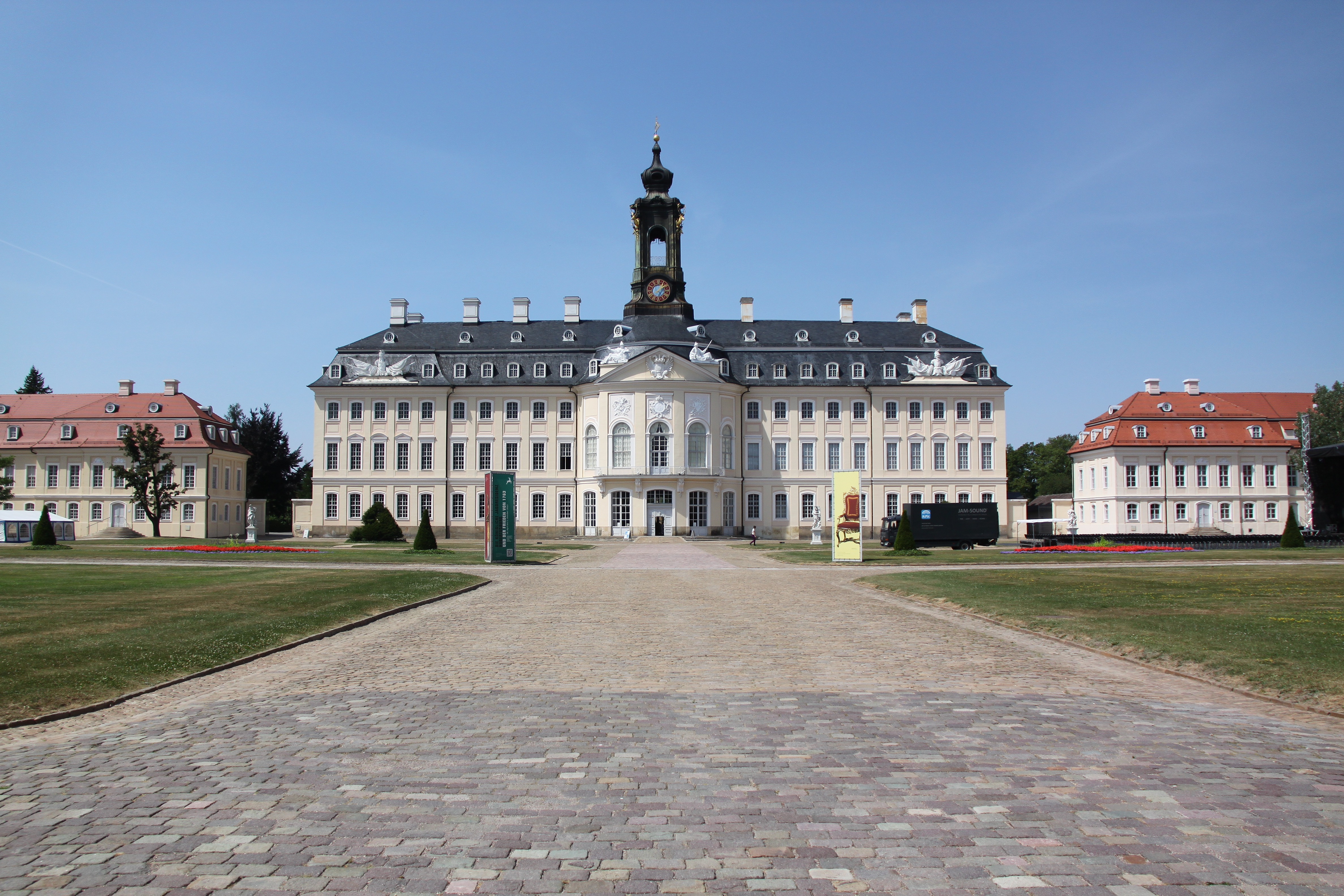
Palazzo di Hubertusburg